# Loweria capnosticta
Loweria capnosticta là một loài bướm đêm trong họ Geometridae.